# Föhrden-Barl
Föhrden-Barl là một đô thị ở huyện Segeberg, bang Schleswig-Holstein, Đức. Đô thị Föhrden-Barl có diện tích 9,23 km², dân số thời điểm ngày 31 tháng 12 năm 2006 là 285 người.